# Atiamim
Atiamim  (in arabo اطياميم‎?) è un centro abitato e comune rurale del Marocco situato nella provincia di Youssoufia, regione di Marrakech-Safi. Conta una popolazione di 7 020 abitanti (censimento 2014).